# Землекопові
Землекопові (Bathyergidae) — родина ссавців ряду гризуни. Це сильноспеціалізовані риючі гризуни. Родина нараховує 6 родів і 17 живих видів. Вони заселяють значну частину Африки від Гани, Судану, Ефіопії й Сомалі на південь.

## Етимологія
Назва родини походить від грецьких слів грец. Bathys - «глибоко» й грец. ergo - «працювати», натякаючи на їх підземний стиль життя.

## Морфологія
Довжина тіла — в межах 120-330 мм. Маса тіла від близько 80 грамів до 600 грамів. Очі малі у всіх видів; зір розвинутий погано, і центри в мозку, відповідальні за зір, зменшені. Вушниці відсутні або майже відсутні. Череп міцний.
Зубна формула: I 1/1, C 0/0, P 2-3/2-3, M 0-3/0-3 = 12...28.
У представників роду Heliophobius — 6 корінних зубів, але не всі вони є функціональними одночасно.
Кінцівки дуже кремезні у всіх видів, але явно використовуються для копання тільки у тільки в Bathyergus, більшість розкопок робляться зубами. Їх губи щільно закриті за різцями для запобігання потрапляння пухкої землю в рот. Задні ступні широкі й тварини ними вигрібають землю. Всі види крім Bathyergus мають короткі кігті. Bathyergus, які використовує свої ноги, а не різці для риття, мають виключно довгі кігті. І передні і задні лапи мають 5 пальців. Більшість видів повністю вкриті волоссям, але у Heterocephalus glaber шкіра майже гола, вкрита рідким довгим волоссям. Більшість з них мають виключно в'ялу шкіру, що дозволяє їм легко рухатися в зворотному напрямку в дуже вузькому просторі. Хвости короткі, але помітні й використовуються як тактильні органи, коли тварини задкують. Їх шерсть також виконує сенсорну функцію, і багато видів мають довгі, чутливі волоски.

## Поведінка
Це рослиноїдні гризуни, що їдять в основному підземні частини рослин: бульби, бульбоцибулини, цибулини. У деяких місцепроживаннях землекопові залежать від одного виду рослин. Такий простий харчовий ланцюг не може бути стабільним. Bathyergidae рідко з'являються на поверхні й зазвичай поселяються в суглинкових чи піщаних ґрунтах у пустелях і саванах. Величезні різці є пріоритетним інструментом для копання у всіх видів окрім Bathyergus suillus.
Три із шести родів цієї родини є солітарними; Cryptomys, Fukomys, Heterocephalus живуть колоніями і їхні системи нір більш розлогі ніж у солітарних видів. Heterocephalus при копанні формують своєрідні ланцюги копачів з організованим розподілом праці. Види Heterocephalus glaber і Fukomys damarensis привертають до себе особливу увагу, так як це єдині еусоціальні ссавці (і хребетні): більшість членів колоній спеціалізуються на різних завданнях (оборона, копання, збір харчових продуктів і т.д.), і відмовляються від відтворення.

## Систематика
- Родина Bathyergidae (Землекопові)
  - підродина Bathyerginae
    - Рід землекоп - Bathyergus (Illiger, 1811) - 2 види
    - Рід піскорий - Cryptomys (Gray, 1864), вкл. Fukomys - 11 видів
    - Рід Georychus (Illiger, 1811) - 1 вид
    - Рід Heliophobius (Peters, 1846) - 1 вид

  - підродина Heterocephalinae
    - Рід Heterocephalus (Rüppell, 1842) - 1 вид.

## Виноски
1. ↑  John D. Skinner, Christian T. Chimimba The mammals of the southern African subregion - Cambridge University Press, 2005, p. 79